# Lisa Murkowski
Lisa Ann Murkowski (/mɜːrˈkaʊskiː/ merr-KOW-skee; sinh ngày 22 tháng 5 năm 1957) là một chính trị gia người Mỹ giữ chức vụ Thượng nghị sĩ Hoa Kỳ cấp cao đại diện tiểu bang Alaska từ năm 2002. Murkowski là phụ nữ Đảng Cộng hòa cao cấp thứ hai trong Thượng viện, sau Susan Collins đại diện Maine. Giống như Collins, Murkowski thường được mô tả là một trong những đảng viên Cộng hòa ôn hòa nhất tại Thượng viện và là một người bỏ phiếu thường đổi ý có tính quyết định.
Murkowski là con gái của cựu Thượng nghị sĩ Hoa Kỳ và Thống đốc bang Alaska Frank Murkowski. Trước khi được bổ nhiệm vào Thượng viện Hoa Kỳ, bà đã phục vụ tại Hạ viện Alaska và được bầu làm lãnh đạo đa số. Bà được bổ nhiệm vào Thượng viện Hoa Kỳ bởi cha cô, người đã từ chức vào tháng 12 năm 2002 để trở thành thống đốc của tiểu bang Alaska. Murkowski đã hoàn thành nhiệm kỳ Thượng viện chưa hết hạn của cha, kết thúc vào tháng 1 năm 2005.

## Tiểu sử
Murkowski sinh ở Ketchikan trong Lãnh thổ Alaska, là con của bà Nancy Rena (nhũ danh Gore) và ông Frank Murkowski. 
Ông cố nội của bà là người gốc người Ba Lan và tổ tiên của mẹ bà là người Ireland và người Canada gốc Pháp. Khi còn nhỏ, cô bé và gia đình di chuyển khắp tiểu bang với công việc của cha là một nhân viên ngân hàng.
Cô tốt nghiệp với bằng cử nhân Nghệ thuật về kinh tế từ Đại học Georgetown vào năm 1980, cùng năm cha cô được bầu vào Thượng viện Hoa Kỳ. Cô là thành viên của hội nữ sinh Pi Beta Phi và đại diện cho Alaska trong sự kiện Cherry Blossom Princess năm 2980. Cô Cô có bằng tiến sĩ luật năm 1985 của Học viện Luật Đại học Willamette.